# Nicasio Camuto de Burgio
Nicasio de Burgio (Palermo, 1130-1140 circa – Hittin, 1º luglio 1187) è stato un cavaliere medievale italiano dell'Ordine Ospedaliero di San Giovanni di Gerusalemme, l'odierno "Ordine di Malta". È venerato come santo dalla Chiesa cattolica.

## Biografia
Nacque presumibilmente a Palermo da una nobile famiglia di origini arabe. In quel periodo nella Sicilia normanna convivevano pacificamente varie etnie. Il padre di Nicasio, reggente del castello di Burgio, sposò una nobile normanna da cui ebbe 4 figli. Il primogenito Ruggero ereditò il castello di Burgio. Il secondogenito, Guglielmo, entrò a far parte della cerchia dei fedelissimi del re Guglielmo II, incoronato nel 1166. Il terzogenito Ferrandino e l'ultimogenito Nicasio si dedicarono invece alla vita religiosa, prendendo i voti e divenendo membri dell’Ordine Ospedaliero dei Cavalieri di San Giovanni di Gerusalemme, conosciuto oggi come Ordine di Malta.
Nel 1185, i due fratelli decisero di partire per la Terrasanta, che stava per essere sconvolta dalla violenta guerra tra i crociati e i saraceni di Saladino. I fratelli si dedicarono al servizio di assistenza e protezione degli ammalati e dei pellegrini nell'Ospedale di San Giovanni di Gerusalemme e parteciparono alle operazioni militari del loro Ordine.
Fatto prigioniero, durante la cruenta battaglia di Hattin, dove tutti i cavalieri ospedalieri vennero trucidati, venne decapitato alla presenza del sultano Saladino poiché si rifiutò di rinnegare la fede in Cristo.

## Culto
Venerato come martire fin dalla sua morte, viene invocato dai devoti a protezione dalle malattie contagiose e dalle malattie delle ghiandole linfatiche e della gola. Il suo culto è particolarmente diffuso a Caccamo, dove fu eletto patrono principale il 31 maggio 1625 in seguito alla fine di due epidemie di peste, nel 1575 e nel 1624, che in città i credenti interpretarono come liberazioni occorse per via della sua intercessione.

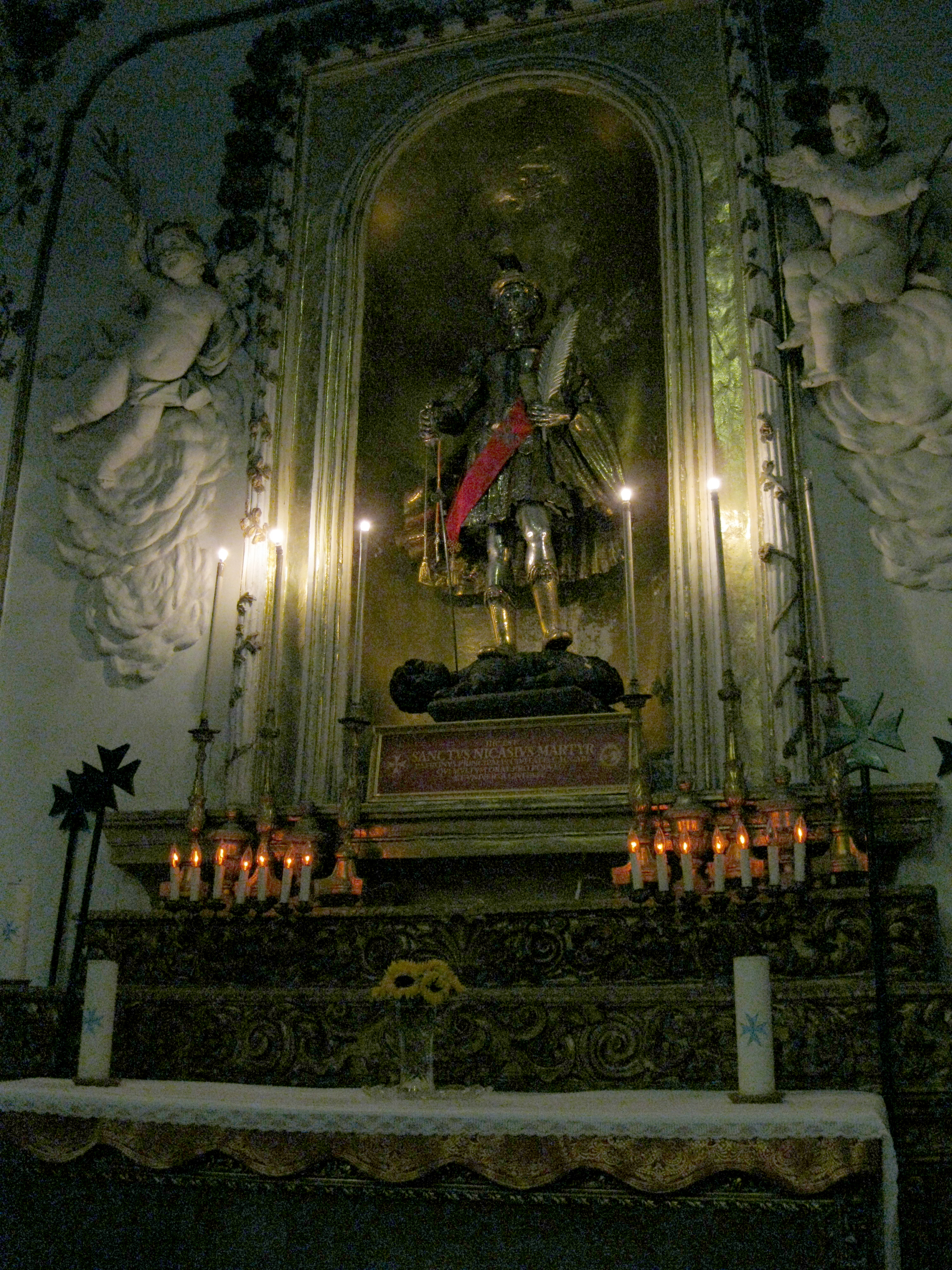
Il reliquiario a statua di San Nicasio, Giacinto Omodei, 1684, Chiesa della Santissima Annunziata (Caccamo).

La sua memoria si celebra, secondo il Martirologio Romano, il 1º luglio.